# Elvirai zsinat
Az elvirai zsinat (latin: Concilium Eliberritanum) a 4. század elején megtartott szinódus, az ibériai Elvira városában. A pontos időpont bizonytalan; a legtöbben 305-306-ra vagy 309-re teszik.
Itt hatástörténetileg fontos rendelkezések születtek a búcsú, a kereszténységbe történő beavatás, a szexualitás, a házasság és a papi hivatal, illetve a keresztények, zsidók és pogányok közti kapcsolatok tekintetében.  Nyolcvanegy kánont rögzítenek, bár egyesek úgy gondolják, hogy sokat ebből később adtak hozzá.
A latin egyház számára a 33. kánon bizonyult nagy horderejűnek, mivel állandó házastársi önmegtartóztatást (cölibátus) írt elő a nős püspökök, papok és diakónusok számára. 
A 36. kánon megtiltotta a képek használatát a templomokban: "Az egyházakban ne legyenek képek. Azért határoztuk, hogy az egyházakban nem szabad képeknek lenniük, hogy a tisztelet és imádat tárgyát a falakra senki ne fesse."